# Meiereibach (Mühlenau)
Der Meiereibach  ist ein linker Nebenbach der Mühlenau (Stegau) in der Heide-Itzehoer Geest im Kreis Steinburg, Schleswig-Holstein.
Der Bach entspringt nordöstlich der Gemeinde Schenefeld und durchfließt dann in südwestliche Richtung die Ortsbebauung. Die Holstenstraße unterquert der Bach auf über 100 m verrohrt, fließt dann über ein innerhalb der Ortsbebauung gelegenes Feld nach Süden und unterquert dann abermals auf etwa 150 m verrohrt mehrere Wohngrundstücke. Südlich der Straße Zum Birkengrund tritt der Bach wieder zutage und fließt dann in der Wiesenniederung nach Südwesten und schließlich am Rand der Ortsbebauung nach Süden. Im Südwesten der Gemeinde biegt der Bachlauf nach Westen und mündet schließlich an der Grenze zur Gemeinde Hadenfeld in die Mühlenau.
Durch mangelnde Retentionsräume kommt es nach starken Regenfällen immer wieder zu Überschwemmungen durch Wasser des Meiereibachs. Durch Renaturierungsmaßnahmen soll dieses Problem behoben werden. Im April 2015 wurden im Unterlauf zwischen Schenefeld und Mündung fünf Sohlabstürze in naturnahe Sohlgleiten umgebaut und das Gewässer samt Ufer naturnäher gestaltet.